# Dnjiprovski metro
Dnjiprovski metro (ukrajinski: Дніпровський метрополітен) je sustav linija podzemne željeznice koja služi gradu Dnjipro, trećem po veličini u Ukrajini. 
Ovaj metro je treći takav sustav izgrađen u Ukrajini, nakon metro sustava Kijev i Harkiv, otvoren je 29. prosinca 1995. Metro je četrnaesti po redu u bivšem Sovjetskom Savezu, a prvi koji je otvoren nakon raspada Sovjetskog Saveza 1991. godine.

Dnjiprovski metro se sastoji od jedne linije duge 7,1-kilometar i 6 postaja. Linija počinje u neposrednoj blizini gradskog Glavnog željezničkog kolodvora na istoku i završava na Komunarivska stanici u zapadnom dijelu. Sustav je otvoren od 5:30 ujutro do 23:00 navečer.
Broj putnika je u stalnom padu od otvaranja 1995. godine. 2013. godine kroz metro je prošlo 7,51 milijuna putnika (u odnosu na 18,2 milijuna 1995.). U početku su vlakovi imali svaki po pet vagona, a sada imaju po tri. Cijena za jednu vožnju je 2 ukrajinske hrivnje. Mogu se koristiti plastični tokeni ili tranzitne kartice, koje se ponište na ulaznim vratima.
Trenutno su planovi za proširenje i očekuje se povećanje broja stanica na devet od 2016. – 2017.